# 结构式

维生素B_{12}的键线式，許多有機化合物很複雜，無法用分子式來表示

结构式（structural formula）是化合物分子结构（由结构化学方法确定）的图示，用以显示原子如何相互连接；分子中的化學鍵可能會明確的呈現，也可能用較不直接的方式呈現。亦即，用化学符号表示化合物分子或单质中原子连接顺序和成键情况的表达方式。
结构式和其他的化学式不同，大多數的化学式使用的符號有限，可以說明分子結構的程度也有限，而结构式可以更完整的說明分子的幾何結構。例如，許多化合物存在同分異構物，也就是有不同結構但相同分子式的化合物。用結構式即可說明其差異。畫結構式的方式有許多種，例如路易斯結構、结构简式、键线式、纽曼式、环己烷构象、哈沃斯投影式及费歇尔投影式等。
在化学数据库中有許多針對化合物的系統化命名格式，這些格式可以等價成幾何結構。這些化合物命名系統包括有简化分子线性输入规范（SMILES）、国际化合物标识（InChI）及化学标记语言（CML）。這些系統化的名稱可以和結構式相互轉換。不過化學家在描述化學反應或是化學合成時，幾乎都使用其結構式，而不是其名稱，因為結構式可以讓化學家視覺化分子，以及在化學反應中的結構變化。ACD/ChemSketch及ChemDraw是常用來繪製反應以及結構式的軟體，多半是以路易斯結構表示。